# Alexander Gutiérrez
Alexander Gutiérrez Niño (Maracaibo, 5 de diciembre de 1983) es un productor venezolano de cine, teatro y televisión, cuya trayectoria comenzó en los años 2000. Es conocido, junto a Oduver Cuvillán, de realizar la producción juvenil Carolay de Venevisión, y mediante diversas plataformas llegó a otros países de Latinoamérica y España. 

## Primeros años y familia
Desde su adolescencia desarrolló gusto por las artes escénicas, participando activamente en la dirección y actuación de las obras de teatro en el colegio, siendo el responsable de cada puesta en escena en la que se involucraban todos sus compañeros de clase. Con el paso del tiempo se formó como productor audiovisual y trabajó en grabaciones de comerciales para la Televisión Venezolana. En cuanto a su vida privada, Alexander está casado con Rosmery Marcano, con quien tiene cuatro hijos.

## Carrera

### 2009-2019: inicios y primeros reconocimientos
En 2009, recibió el Premio La Estrella de Venezuela. Posteriormente en el 2010, participó como jurado en el Festival Manuel Trujillo Durán, evaluando doce cortometrajes que hicieron los alumnos del taller audiovisual que él mismo dictó en las instalaciones del Cine Club Universitario de la Dirección de Cultura de la Universidad del Zulia, lo cual le permitió incentivar el talento de los jóvenes zulianos.
En 2017, participó como productor asociado de la serie Carolay con un gran éxito en Venezuela. Posteriormente, en 2018, fue galardonado con el Mara Internacional y en el 2019 estrenó la serie Carolay por Venevisión.

### 2020-2022: expansión y éxito internacional
Durante el año 2020, fundó el Premio Venezuela de Oro, un reconocimiento a la excelencia en el entretenimiento y las artes en Venezuela. En 2021, se desempeñó como jurado en el Festival Bioregional de Cine y produjo la obra de teatro Mi joya más preciada,  logrando un sold out en taquilla en Miami.
En 2022, fue reconocido como Productor Revelación del Chimborazo, destacándose en la producción de eventos y espectáculos en la región.

### 2025: Producciones recientes
Alexander Gutiérrez participó en la producción de la película El secreto de Luna, cuyo estreno se espera en el segundo trimestre de este año. Además, produjo el programa de astrología Ahí está tu magia conducido por Alejandro Magno y transmitido semanalmente a través de YouTube. Su trabajo también incluye la producción del videoclip Si no se podía de la cantante e influencer Karen Martello.

## Premios y reconocimientos
- 2009: Premio La Estrella de Venezuela
- 2010: Jurado en el Festival Manuel Trujillo Durán.
- 2017: Productor asociado de la serie Carolay
- 2018: Mara Internacional
- 2019: Premio Tacarigua de Oro Internacional
- 2020: Fundador del Premio Venezuela de Oro
- 2021: Jurado en el Festival Bioregional de Cine.
- 2022: Productor Revelación del Chimborazo